# Église Saint-Marc d'Uccle
L'église Saint-Marc (en néerlandais : Sint Markuskerk) est un édifice religieux catholique sis au 76 avenue De Fré, à Uccle (Bruxelles). Construite en 1968 et dédiée à l'évangéliste saint Marc, l'église est paroissiale et lieu de culte catholique.   

## Histoire
Mise en chantier en 1968, l’édifice religieux, construit d’après les plans de l’architecte André Milis, fut inauguré et ouvert au culte le 6 juin 1970 par Mgr Suenens, archevêque de Malines-Bruxelles.  
Dans sa conception l’édifice est moderne et bénéficie des apports du concile Vatican II.  Il est adapté aux demandes du renouveau liturgique introduit par le concile. Dans le même esprit un choix conscient fut fait pour une grande sobriété dans l’agencement des lieux et le choix des matériaux. L’espace est délibérément polyvalent. 

## Description
Le bâtiment, sans tour ni clocher, est un parallélépipède presque régulier à deux étages.  Son toit est une pyramide à base carrée, mais à double sommet. Une large baie vitrée entre les deux sommets dénivelés sépare les versants sud et nord de la pyramide et permet à la lumière de pénétrer à l’intérieur de l’édifice.  
Au rez-de-chaussée, du côté rue, un narthex précède la large salle eucharistique. Une chapelle latérale est utilisée pour les services religieux à assistance réduite. Au deuxième étage la façade est aveugle et ne comprend, sur son côté droite, qu’un large crucifix fixé au mur dont il est cependant détaché. 
L'église n'ayant pas de tribune son orgue - de facture néogothique - se trouve au sol. Le facteur en est Patrick Collon. L’instrument fut installé en 1975.